# Max Hofmann
Max Paul Otto Hofmann (Meiningen, 9. ožujka 1854. – Osnabrück, 28. studenog 1918.) je bio njemački general i vojni zapovjednik. Tijekom Prvog svjetskog rata zapovijedao je 19. pješačkom divizijom i Beskidskim odnosno XXXVIII. pričuvnim korpusom na Istočnom i Zapadnom bojištu.

## Vojna karijera
Max Hofmann rođen je 9. ožujka 1854. u Meiningenu. U prusku vojsku stupio je kao kadet u ožujku 1874. služeći u 80. streljačkoj pukovniji. U navedenoj pukovniji od travnja 1880. obnaša dužnost pobočnika u II. bojnoj, dok od ožujka 1884. obnaša dužnost pobočnika pukovnije. U lipnju 1886. unaprijeđen je u čin poručnika, nakon čega od travnja 1890. služi u 5. pješačkoj brigadi u Stettinu gdje je u listopadu promaknut u čin satnika. Od listopada 1895. služi u 128. pješačkoj pukovniji, da bi potom u srpnju 1897. bio premješten na službu u 78. pješačku pukovniju smještenu u Osnabrücku gdje zapovijeda bojnom. U rujnu te iste godine unaprijeđen je u čin bojnika, dok u ožujku 1904. dostiže čin potpukovnika. U rujnu 1906. imenovan je zapovjednikom 112. pješačke pukovnije uz istodobno promaknuće u čin pukovnika. Navedenom pukovnijom zapovijeda četiri godine, do srpnja 1910., kada postaje zapovjednikom 82. pješačke brigade sa sjedištem u Colmaru. Istodobno s tim imenovanjem unaprijeđen je u čin general bojnika. U ožujku 1913. promaknut je u čin general poručnika, te imenovan zapovjednikom 19. pješačke divizije sa sjedištem u Hannoveru. Navedenom divizijom zapovijeda i na početku Prvog svjetskog rata.  

## Prvi svjetski rat
Na početku Prvog svjetskog rata 19. pješačka divizija nalazila se u sastavu 2. armije kojom je na Zapadnom bojištu zapovijedao Karl von Bülow. Zapovijedajući 19. pješačkom divizijom Hofmann prelazi belgijsko-njemačku granicu, te sudjeluje u opsadi Liegea. Potom divizija sudjeluje u Bitci kod Charleroia, te Bitci kod St. Quentina. Hofmann s 19. pješačkom divizijom sudjeluje i u Prvoj bitci na Marni, nakon čega se divizija povlači na položaje sjeveroistočno od Reimsa. U listopadu 19. pješačka divizija ulazi u sastav 7. armije pod zapovjedništvom Josiasa von Heeringena gdje provodi zimu.
U travnju 1915. Hofmann je s 19. pješakom divizijom premješten na Istočno bojište gdje u sastavu 11. armije pod zapovjedništvom Augusta von Mackensena sudjeluje u ofenzivi Gorlice-Tarnow. U navedenoj ofenzivi 19. pješačka divizija prelazi rijeku San, zauzima Jaroslav, te sudjeluje u borbama oko Lemberga. Hofmann je 20. srpnja 1915. imenovan privremenim zapovjednikom Beskidskog korpusa umjesto oboljelog Georga von der Marwitza. Zapovijedajući navedenim korpusom u sastavu Armije Bug zauzima Brest-Litovsk za što je 28. kolovoza 1915. odlikovan ordenom Pour le Mérite.
U listopadu 1915. Hofmann je imenovan trajnim zapovjednikom Beskidskog korpusa. Na čelu navedenog korpusa nalazi se iduću jednu i pol godinu sudjelujući pritom u zaustavljanju Kerenskijeve ofenzive, te protunapadu koji je potom uslijedio. U listopadu 1917. premješten je na Zapadno bojište gdje njegove jedinice ulaze u sastav Armijskog odjela C gdje drže položaje između rijeka Maas i Mosel. U siječnju 1918. promaknut je u čin generala pješaštva. Tog istog mjeseca njegov korpus je preimenovan u XXXVIII. pričuvni korpus, te ulazi u sastav 18. armije kojom zapovijeda Oskar von Hutier. Hofmann sudjeluje u Proljetnoj ofenzivi gdje sudjeluje u borbama na Avri i oko Noyona.

## Smrt
U kolovozu 1918. Hofmann se razbolio, te je morao otići na dopust. Međutim, nikada se nije vratio na mjesto zapovjednika XXXVIII. pričuvnog korpusa, te ga je na tom mjestu u rujnu 1918. zamijenio Arthur von Lüttwitz. Preminuo je 28. studenog 1918. godine u 65. godini života u Osnabrücku.

## Vanjske poveznice
(eng.) Max Hofmann na stranici Prussianmachine.com

(njem.) Max Hofmann na stranici Deutschland14-18.de  Arhivirana inačica izvorne stranice od 20. lipnja 2016. (Wayback Machine)